# LV認定店
LV認定店（エルブイにんていてん）とは、日産自動車の、福祉車両「ライフケアビークル」を取り扱っている販売店である。店内はバリアフリー設計をとっており、専任のアドバイザリースタッフは、車の操作方法、福祉車両使用者の症状などについて幅広い知識を持っている。

## 認定条件
- 店舗へのバリアフリー要件を満たすこと
  - 車椅子利用者の駐車場の設置
  - 駐車場から店舗出入り口までの通路のバリアフリー化
- LV試乗車の常備
- LVアドバイザリースタッフ（LVに関する専門知識の教育を受けたカーライフアドバイザー）の在店

## 沿革
- 2004年9月8日-LV認定店制度の開始。

## 認定店舗
北海道
- 帯広日産自動車
- 北海道日産自動車
- 札幌日産自動車
- 日産プリンス札幌販売

青森県
- 青森日産自動車
- 日産サティオ青森
- 日産サティオ弘前

岩手県
- 岩手日産自動車
- 盛岡日産モーター

宮城県
- 宮城日産自動車
- 日産サティオ宮城
- 日産プリンス宮城販売

秋田県
- 秋田日産自動車
- 日産プリンス秋田販売

山形県
- 山形日産自動車販売
- 山形日産自動車
- 日産プリンス山形販売

福島県
- 福島日産自動車
- 日産サティオ福島
- 日産プリンス福島販売

茨城県
- 茨城日産自動車
- 日産プリンス茨城販売

栃木県
- 日産プリンス栃木販売

群馬県
- 群馬日産自動車

埼玉県
- 埼玉日産自動車
- 日産サティオ埼玉北
- 日産サティオ埼玉
- 日産プリンス埼玉販売

千葉県
- 千葉日産自動車
- 日産サティオ千葉
- 日産プリンス千葉販売
- 日産カレスト

東京都
- 東京日産自動車販売
- 日産フリート
- 日産プリンス東京販売
- 日産プリンス西東京販売

神奈川県
- 神奈川日産自動車
- 日産サティオ湘南
- 日産プリンス神奈川販売
- 日産カレスト

新潟県
- 新潟日産自動車
- 日産サティオ新潟
- 日産プリンス新潟販売

富山県
- 富山日産自動車
- 富山日産モーター
- 日産サティオ富山

石川県
- 石川日産自動車販売
- 日産サティオ石川

福井県
- 日産プリンス福井販売

山梨県
- 甲斐日産自動車

長野県
- 長野日産自動車
- 日産サティオ松本

岐阜県
- 岐阜日産自動車

静岡県
- 静岡日産自動車
- 日産プリンス静岡販売
- 浜松日産自動車

愛知県
- 愛知日産自動車
- 三河日産自動車
- 東愛知日産自動車
- 日産プリンス名古屋販売

三重県
- 三重日産自動車
- 日産プリンス三重販売

滋賀県
- 滋賀日産自動車
- 日産プリンス滋賀販売

京都府
- 京都日産自動車
- 日産京都北販売

大阪府
- 大阪日産自動車
- 日産プリンス大阪販売

兵庫県
- 兵庫日産自動車
- 日産プリンス兵庫販売
- 日産プリンス大阪販売

奈良県
- 奈良日産自動車
- 日産サティオ奈良

和歌山県
- 和歌山日産自動車

鳥取県
- 鳥取日産自動車販売

島根県
- 島根日産自動車
- 日産サティオ島根

岡山県
- 岡山日産自動車
- 日産サティオ岡山

広島県
- 日産サティオ福山
- 日産プリンス広島販売

山口県
- 山口日産自動車
- 日産プリンス山口販売

徳島県
- 徳島日産自動車
- 日産サティオ徳島

香川県
- 香川日産自動車

愛媛県
- 愛媛日産自動車

高知県
- 高知日産プリンス販売
- 日産サティオ高知

福岡県
- 福岡日産自動車
- 北九州日産モーター
- 日産プリンス福岡販売

佐賀県
- 佐賀日産自動車

長崎県
- 長崎日産自動車
- 日産プリンス長崎販売

熊本県
- 日産プリンス熊本販売

大分県
- 大分日産自動車
- 日産プリンス大分販売

宮崎県
- 宮崎日産自動車
- 日産サティオ宮崎

鹿児島県
- 鹿児島日産自動車

沖縄県
- 琉球日産自動車
- 日産サティオ沖縄